# Docimologie
Docimologia este disciplina științifică care cercetează problemele examinării și notării elevilor și a candidaților la examene și concursuri, în scopul îmbunătățirii condițiilor și metodelor de examinare. Ea studiază modurile de notare, variabilitatea notării la examinatori diferiți și la același examinator, a factorilor subiectivi ai notării, precum și mijloacele pentru asigurarea obiectivității examenului.

## Descriere
Numele său provine din limba greacă, dokime însemnând probă, iar logos, știință.
Primul care s-a ocupat de problemele examinării și a creat termenul de „test” este James M.K. Cattrell, asistent al lui Wilhelm Wundt, care în 1890 publică un studiu despre teste mintale. Data nașterii docimologiei este considerată în 1922, când Henri Piéron împreună cu soția sa și Henri Laugier au prezentat la cea de a IV-a Conferință Internațională de Psihotehnică lucrarea Étude critique de la valeur sélective du certificat d'études et comparaison de cet examen avec une épreuve par tests. Contribution à une docimastique rationnelle  (română Studiu critic al valorii selective a certificatului de studii și compararea acestui examen cu o probă formată din teste. Contribuție la o docimastică rațională), un studiu efectuat pe 117 elevi având vârsta medie de 12 ani și 6 luni. În 1979 Piéron a definit docimologia drept „studiul sistematic al examenelor (moduri de notare, variabilitatea individuală și intra-individuală a examinatorilor, factori subiectivi etc.)”. Este o disciplină din familia psihologiei experimentale, având tangențe cu fiziologia.

## Test, examen, concurs
Termenul de examen (latină examen) înseamnă cântărire. Scopul unei examinări este de a pune un diagnostic, o apreciere. 
Examinarea se face pe baza unor teste (probe) scrise, orale,  practice, publice, care sunt echivalente cu o măsurare. Rezultatul examinării se exprimă printr-o notă numerică sau un calificativ verbal. Pentru ca aprecierea să fie obiectivă trebuie ca proba și rezultatul ei să aibă aceeași semnificație pentru toți, atât cei examinați, cât și examinatori. Obiectul măsurării trebuie să fie același și să existe o unitate de măsură, invariabilă.
Obiectul măsurătorilor poate fi divers: cantitatea de informație memorată, capacitatea de înțelegere, selecție, aprofundare și organizare a informației, capacitatea de a da un răspuns la o problemă concretă. Testul trebuie să fie adecvat scopului urmărit, conform „legii lui Sutton”. Dacă se dorește testarea memoriei se va folosi o probă pentru memorie, dacă se urmărește puterea de judecată se vor folosi probleme care necesită raționament: inductiv, deductiv, analogic, de analiză sau de sinteză.
Spre deosebire de examen, termenul de concurs (latină concursus) înseamnă luptă, confruntare. Concursul implică un număr limitat de locuri (latină numerus clausus), ceea ce face ca limita inferioară a notei să nu mai fie fixă, ea fiind aceea care plasează candidatul în numărul de locuri disponibile. Dacă examenul are preponderent un caracter școlar, apare în special în perioada de formare, concursul este preponderent social. Succesul la un examen asigură candidatului o anume poziție școlară, iar succesul la concurs îi asigură un rol, legat de drepturi și obligații.

## Scări, unități
| Notă                      | Calificativ                  |
| ------------------------- | ---------------------------- |
| 0                         | nul                          |
| 1                         | foarte rău                   |
| 2                         | rău                          |
| 3                         | slab                         |
| 4                         | mediocru (nesatisfăcător)[1] |
| 5                         | acceptabil (satisfăcător)    |
| 6                         | destul de bine               |
| 7                         | bine[1]                      |
| 8                         | foarte bine[1]               |
| 9                         | excelent[1]                  |
| 10                        | perfect                      |
| [1] În scara cu 4 trepte. |                              |

La apreciere se folosesc scări cu 4, 5, 10 sau 20 de trepte. Scările cu un număr mic de trepte sunt mai susceptibile de a facilita punerea în acord a examinatorilor, în timp ce scările cu un număr mai mare de trepte permit o apreciere mai nuanțată. Se consideră însă că un număr de trepte peste 20 lasă prea mult loc hazardului.
Una dintre întrebări se referă la necesitatea treptelor sub linia de admitere. Calitatea lor comună este de a clasa candidatul sub limita admisibilității, așa că unii dintre examinatori nu folosesc decât una din trepte. Rolul acestor trepte este însă de a evalua situația la începutul studiilor și a evidenția progresele. Efectul se observă și deasupra liniei de admitere, spre finalul studiilor ideal ar fi ca aprecierile să tindă spre treptele cele mai înalte.
Pentru comparații relative, performanțele se apreciază în funcție de poziția în curba de distribuție, care sunt distribuții statistice de tip Gauss. O distribuție semnificativă se poate construi folosind cel puțin o mulțime omogenă de 100 de candidați. O probă poate fi etalonată pe baza distribuției sau prin compararea rezultatelor cu cele obținute la o probă similară, deja etalonată.

## Subiectivitatea examinatorilor
Un test trebuie să fie valid și fidel. Prin validitate se înțelege că rezultatul obținut la un test se corelează cu rezultatul obținut în situația reală, adică testul măsoară valoarea dorită, iar prin fidelitate se înțelege că rezultatul va avea aceeași semnificație indiferent de persoana care măsoară.

### Examinatori diferiți, aceiași candidați, aceeași probă
În literatură sunt citate studii în care cazuri în care la corectarea acelorași lucrări s-au observat diferențe apreciabile între examinatori. La corectarea unei aceleiași lucrări (la geometrie) de către 118 examinatori, pe scara de 100 s-au obținut valori între 28 și 92 de puncte, cu eroarea probabilă de 7,5 puncte. Piéron prezintă alt caz, în care aceiași candidați sunt clasificați de două comisii diferite. Candidatul clasificat pe primul loc din 16 de o comisie era pe locul al 13-lea în clasificarea celei de a doua comisii, iar cel clasificat pe primul loc de a doua comisie era clasificat pe locul al 11-lea de prima.
Și alte studii din perioada respectivă (anii 1950 –1960) indicau aceleași divergențe.
Alt caz este examinarea a două jumătăți de grup omogen de două comisii diferite. Candidații ale căror nume de familie începea cu o literă din intervalul A – L au fost considerați 71 % buni și 29 % mijlocii (cei respinși nu intră în acest procent) de una dintre comisii, iar cei ale căror nume de familie începea cu o literă din intervalul M – Z au fost considerați 30 % buni și 70 % mijlocii de cealaltă comisie, deși este evident că între numele de familie și performanță nu poate exista vreo corelație.

### Comisii diferite, candidați diferiți, aceeași programă
Un studiu efectuat pe 3126 de lucrări scrise la examenul de admitere la facultățile din Iași (3 de la Universitate și 3 de la Medicină) au arătat lipsa de unitate în notare. La evaluarea acelorași lucrări de corectori diferiți diferențele au fost și de 5 puncte pe scara de 10. De asemenea, s-au constatat mari diferențe între probele scrise și cele orale, la proba la limba română obținându-se 56 de calificative „foarte bine” la oral și doar 6 la scris.

### Același examinator, aceeași probă, momente diferite
Problema modificării aprecierii în timp a fost semnalată încă din 1925. Laugier și Weinberg prezintă cazul în care la două corectări ale unor acelorași lucrări la interval de 3,5 ani se constată diferențe de până la 8 puncte pe scara de 20.

### Efectul „contrast”
Efectul apare la aprecierea unei probe în comparație cu alta. Rot și Bujas au introdus lucrări etalon, apreciate „bine” într-un lot de lucrări apreciate „slab”, respectiv aceleași lucrări în alt lot, apreciate și ele „bine”. În urma reevaluării în aceste condiții, lucrările etalon au fost mult mai bine apreciate de cei ce au examinat lotul slab față de cei ce au apreciat lotul bun. Bonniol indică într-un studiu că ordinea evaluării contează. Un lot de lucrări a fost evaluat într-o ordine dată, apoi în ordine inversă. O lucrare a fost mai bine cotată dacă a fost evaluată după o lucrare slabă, decât dacă a fost evaluată după o lucrare bună.

### Efectul „ordine”
Efectul apare datorită schimbării gradului de exigență al examinatorului pe durata evaluării unui lot de lucrări. În studiul lui Bonniol exigența examinatorului a crescut treptat, ultimele lucrări au fost mai slab cotate ca primele. Studiul a contrazis presupunerea că situația ar fi inversă, însă a confirmat că efectul se manifestă.

### Efectul „halo”
Efectul a fost numit astfel de psihologul Edward Lee Thorndike în 1920 și constă în faptul că aprecierile generale asupra unei persoane au tendința să se extindă asupra unor aspecte particulare legate de acea persoană. În învățământ, rezultatele bune obținute de un elev la disciplinele considerate mai importante influențează și notele de la celelalte discipline, media pe un trimestru influențează mediile pe celelalte trimestre, o ierarhie stabilită într-un an influențează ierarhia în anii următori etc. Acest efect este explicabil la nivel general prin corelația dintre inteligență și efortul depus și rezultate, însă poate fi un factor de eroare în cazul în care este nevoie de aptitudini particulare. Tot datorită acestui efect se interzice examinarea unui candidat de către un examinator cu care este înrudit.

## Critica examenelor tradiționale
Supradimensionarea informațională a programelor școlare a materiilor de examen duce la aspecte grave ca surmenaj și memorare mecanică.